# Klokočí (Liberec)
Klokočí é uma comuna checa localizada na região de Liberec, distrito de Semily.